# Уинтер, Ариэль
Ариэль Уи́нтер Уо́ркмэн (англ. Ariel Winter Workman; род. 28 января 1998, Лос-Анджелес, Калифорния, США) — американская актриса, актриса озвучивания и певица, известная по роли Алекс Данфи в комедийном телесериале «Американская семейка».

## Биография
Ариэль Уинтер родилась 28 января 1998 года в Лос-Анджелесе. Её родители — Гленн и Кристалл Уоркмен. Мать Ариэль имеет греческие корни, её девичья фамилия Батистас. У Ариэль есть старшие брат и сестра, Шанель Уоркмен-Грей и Джимми Уоркмен, оба стали актёрами. Отец Уоркмэн назвал дочь Ариэль в честь русалочки из мультфильма Disney.
Детство Уинтер прошло в Лос-Анджелесе. Уже в четыре года она решила стать актрисой. В шесть лет Ариэль стала сниматься в рекламе, начав с рекламного ролика взбитых сливок Cool Whip. В 2005 году она исполнила эпизодическую роль в ситкоме канала CBS «Внимание, внимание!», за которой последовали другие небольшие роли в фильмах («Поцелуй навылет», «Спиди-гонщик», «Весёлая жизнь в Крэктауне») и сериалах («Кости», «Иерихон», «Скорая помощь», «Говорящая с призраками», «Мыслить как преступник» и другие). В фильме ужасов «Один пропущенный звонок» сыграла девочку-убийцу, ставшую первой значительной ролью в её кинокарьере. За роль в кинокомедии 2011 года «Сопровождающий» Уинтер была номинирована на премию «Молодой актёр».
Параллельно со съёмками в фильмах и сериалах Уинтер стала заниматься озвучиванием мультфильмов. С 2007 года и на протяжении нескольких последующих лет она озвучивала Гретхен и нескольких других персонажей в мультсериале производства Disney «Финес и Ферб». С 2011 года Уинтер озвучивает русалку Марину в сериале «Джейк и пираты Нетландии». В 2012 году Ариэль стала озвучивать Софию Прекрасную, главную героиню одноимённого анимационного фильма и мультсериала.
В 2009 году Уинтер присоединилась к основному актёрскому составу комедийного сериала «Американская семейка». В сериале она играет Алекс, среднего ребёнка в семье Данфи, девочку-отличницу. Эта роль принесла Ариэль премию «Молодой актёр» в 2010 году (совместно с Рико Родригесом и Ноланом Гоулдом). Актёрский ансамбль сериала четыре года подряд был отмечен премией Гильдии киноактёров.
Помимо актёрской карьеры Уинтер занимается пением. В 2012 году она вместе с Джексоном Гати записала кавер-версию хита Готье «Somebody That I Used to Know». В январе 2013 года Ариэль записала кавер-версию песни Тейлор Свифт «I Knew You Were Trouble».
В августе 2015 года Уинтер сделала пластическую операцию по уменьшению груди. По словам Ариэль, большая грудь не только вызывала боли в шее и спине, но и мешала её актёрской карьере, поскольку актриса выглядела старше своих лет и уже плохо подходила на роль подростка.

## Личная жизнь
В 2012 году 14-летняя Уинтер встречалась с 18-летним актёром Кэмероном Палатасом. Пара оказалась в центре скандала, когда мать актрисы заявила, что застала их в постели и написала на Палатаса заявление в полицию. По словам Ариэль, история была выдумана её матерью. В дальнейшем Уинтер обвинила свою мать Кристал в эмоциональном и физическом насилии, служба защиты детей нашла этому доказательства, дело было передано в суд. Уинтер переехала к старшей сестре Шанель, ставшей её опекуном, а контроль над финансами юной актрисы получил её отец. Два года Кристал Уоркмэн пыталась через суд вернуть опеку над дочерью, но в 2014 году отказалась от продолжения борьбы. В мае 2015 года Уинтер объявила о том, что суд признал её более не нуждающейся в опеке.
С конца 2013 года Уинтер встречается с Лораном Клодом Годеттом, с которым познакомилась в старшей школе Кэмпбелл Холл. В декабре 2015 года пара ненадолго рассталась, но вскоре вновь сошлась.

## Фильмография
| Год          |    | Русское название                           | Оригинальное название                 | Роль                            |
| ------------ | -- | ------------------------------------------ | ------------------------------------- | ------------------------------- |
| 2005         | с  | Внимание, внимание!                        | Listen Up                             | маленькая девочка               |
| 2005         | ф  | Поцелуй навылет                            | Kiss Kiss Bang Bang                   | Хармони Фэйт в семь лет         |
| 2006         | мф | Бэмби 2                                    | Bambi II                              | сестра Топотуна                 |
| 2006         | мф | Любопытный Джордж                          | Curious George                        | девочка                         |
| 2006         | мф | Ледниковый период 2: Глобальное потепление | Ice Age: The Meltdown                 | дополнительные голоса           |
| 2006         | с  | Детектив Монк                              | Monk                                  | Донна Кэйн                      |
| 2006         | мф | Лесная братва                              | Over the Hedge                        | дополнительные голоса           |
| 2006         | с  | Столь известная                            | So noTORIous                          | маленькая Тори                  |
| 2006         | в  | Жаренные                                   | Grilled                               | Долли                           |
| 2006—2007    | с  | Иерихон                                    | Jericho                               | Джули                           |
| 2006         | с  | Кости                                      | Bones                                 | Лиза                            |
| 2006         | с  | Части тела                                 | Nip/Tuck                              | девочка №3                      |
| 2007         | с  | Расследование Джордан                      | Crossing Jordan                       | Гвен                            |
| 2007—2014    | мс | Финес и Ферб                               | Phineas and Ferb                      | Гретхен / дополнительные голоса |
| 2007         | с  | Мыслить как преступник                     | Criminal Minds                        | Кэти Джейкобс                   |
| 2008         | ф  | Один пропущенный звонок                    | One Missed Call                       | Элли Лэйтон                     |
| 2008         | мф | Хортон                                     | Horton Hears a Who!                   | дополнительные голоса           |
| 2008         | ф  | Спиди-гонщик                               | Speed Racer                           | маленькая Трикси Симура         |
| 2008         | с  | Говорящая с призраками                     | Ghost Whisperer                       | Натали                          |
| 2009         | мф | Афросамурай: Воскрешение                   | Afro Samurai: Resurrection            | молодая Сио                     |
| 2009         | с  | Скорая помощь                              | ER                                    | Люси Мур                        |
| 2009         | ф  | Весёлая жизнь в Крэктауне                  | Life Is Hot in Cracktown              | Сьюзи                           |
| 2009         | ф  | День наоборот                              | Opposite Day                          | Карла Бенсон                    |
| 2009         | мс | Пингвины из Мадагаскара                    | The Penguins of Madagascar            | маленькая девочка               |
| 2009—2020    | с  | Американская семейка                       | Modern Family                         | Алекс Данфи                     |
| 2009         | ф  | Принуждение                                | Duress                                | Сара Барнетт                    |
| 2010         | ф  | Киллеры                                    | Killers                               | Сэди                            |
| 2011—2015    | мс | Джейк и пираты Нетландии                   | Jake and the Never Land Pirates       | русалка Марина, озвучивание     |
| 2011         | ф  | Сопровождающий                             | The Chaperone                         | Салли Брэдстоун                 |
| 2011—2012    | с  | Р. Л. Стайн: Время призраков               | R.L. Stine's The Haunting Hour        | Дженни / Грейси                 |
| 2012         | ф  | Обрезание                                  | Excision                              | Грейс                           |
| 2012         | ф  | Тысяча слов                                | A Thousand Words                      | Лайла                           |
| 2012         | мс | Юная Лига Справедливости                   | Young Justice                         | королева Пердита                |
| 2012         | мф | Паранорман, или Как приручить зомби        | ParaNorman                            | городская девочка               |
| 2012         | мф | Бэтмен: Возвращение Тёмного рыцаря         | Batman: The Dark Knight Returns       | Кэрри Келли / Робин             |
| 2012         | тф | София Прекрасная: История принцессы        | Sofia the First: Once Upon a Princess | София, озвучивание              |
| 2013 — н. в. | мс | София Прекрасная                           | Sofia the First                       | София, озвучивание              |
| 2013         | мф | Скуби-Ду! Боязнь сцены                     | Scooby-Doo! Stage Fright              | Крисси Деймон                   |
| 2014         | мф | Приключения мистера Пибоди и Шермана       | Mr. Peabody & Sherman                 | Пенни Петерсон                  |
| 2015         | ф  | Безопасное освещение                       | Safelight                             | Кейт                            |
| 2017         | мф | Смурфики: Затерянная деревня               | Smurfs: The Lost Village              | Смурфлили, озвучивание          |

### Компьютерные игры
- 2022 — The Quarry — Эбигейл Блиг